# Waarschoot
Waarschoot è un comune belga di 7 756 abitanti, situato nella provincia fiamminga delle Fiandre Orientali.